# Pra Matar Meu Coração
"Pra Matar Meu Coração" é uma canção da cantora e compositora brasileira Maria Rita, incluída em seu álbum Elo, foi lançada como segundo single do álbum em 22 de agosto de 2011.

## Composição
A canção é composta por Daniel Jobim e Pedro Baby.

## Lista de faixas
| Download digital |                         |         |  |
| N.º              | Título                  | Duração |  |
| 1.               | "Pra Matar Meu Coração" | 3:05    |  |